# Planckův čas
Planckův čas je časový interval, který je definovaný jako doba potřebná pro překonání Planckovy délky pro foton ve vakuu. Jednotka je pojmenovaná po Maxu Planckovi. V jedné sekundě se těchto časových úseků nachází přibližně 1 930 649 204 529 538 351 (1,93 trilionu).

## Definice a hodnota
Planckův čas tp je definován vztahem:
{\displaystyle t_{\mathrm {P} }={\sqrt {\frac {\hbar G}{c^{5}}}}}
kde:
{\displaystyle \hbar =h/2\pi } je redukovaná Planckova konstanta,
{\displaystyle G} je gravitační konstanta,
{\displaystyle c} je rychlost světla ve vakuu.
Aktuální (adjustace z r. 2022) experimentálně určená hodnota:
tP = 5,391 247(60)×10−44 s.
Dvě cifry v závorkách označují nejistotu v určení na posledních dvou místech numerické hodnoty.
Podle dostupných informací z roku 2020 je nejkratší dosud změřený časový interval 247 zeptosekund (247 × 10−21 s), což je přibližně 1025 Planckova času. Tímto vědci pokořili do té doby platný rekord z roku 2006, který byl v řádu attosekund (10−18 s).
V rámci fyzikálních zákonů, jak jsou chápány dnes, nelze změřit ani zjistit žádnou hmotnou změnu v tak krátkém okamžiku. Planckův čas patří do oblasti matematické fyziky jako nástroj rozměrového rozboru, pomocí kterého se studují jednotky měření a fyzikálních konstant.
Všechny vědecké experimenty a lidské zkušenosti se dějí v průběhu kvadriliard Planckových časů, takže je jakékoliv dění v Planckově měřítku těžko odhalitelné.